# Hedychium hookeri
Espèce
Classification phylogénétique
Hedychium hookeri  est une espèce de plantes à fleurs du genre Hedychium de la famille des Zingiberaceae. C'est une plante herbacée vivace originaire de l'Assam (Inde occidentale).
Elle est assignée au botaniste britannique C.B.Clarke, qui fut directeur de 1869 à 1871 du "Jardin Botanique de Calcutta" aujourd'hui "Acharya Jagadish Chandra Bose Indian Botanic Garden".
Elle est mentionnée et décrite en 1892 dans l'ouvrage de Joseph Dalton Hooker  "The Flora of British India", volume 6, page 230 .